# Busch Soccer Club 1988
Questa pagina raccoglie i dati riguardanti il Busch Soccer Club nelle competizioni ufficiali della stagione 1988.

## Stagione
Nel 1988 la sezione Seniors vinse la U.S. Open Cup, battendo in finale i Greek-American A.C. per 2-1 dopo i tempi supplementari. La formazione vincitrice del torneo, allenata da Joe Olwig, era composta da Jeff Robben in porta, Tom Unger, Mike Twellman, Tim Loughman, Joe Koenig e Joe Filla in difesa, Greg Makowski, Pat Olwig, John Johnson a centrocampo, John Hayes, Gary Amlong e Dan Walters in attacco. La rosa includeva Dan Muesenfecter, Bill McKeon, Tom Groark, Steve Ladi e Mike Goforth.

## Organigramma societario
Area direttiva
Area tecnica
- Allenatore: Pat Olwig

## Rosa
| N. |                        | Ruolo | Calciatore   |
| -- | ---------------------- | ----- | ------------ |
|    | Stati Uniti (bandiera) | A     | Gary Amlong  |
|    | Stati Uniti (bandiera) | D     | Joe Filla    |
|    | Stati Uniti (bandiera) |       | Mike Goforth |
|    | Stati Uniti (bandiera) |       | Tom Groark   |
|    | Stati Uniti (bandiera) | A     | John Hayes   |
|    | Stati Uniti (bandiera) | C     | John Johnson |
|    | Stati Uniti (bandiera) | D     | Joe Koenig   |
|    | Stati Uniti (bandiera) |       | Steve Ladi   |
|    | Stati Uniti (bandiera) | D     | Tim Loughman |

| N. |                        | Ruolo | Calciatore       |
| -- | ---------------------- | ----- | ---------------- |
|    | Stati Uniti (bandiera) | C     | Greg Makowski    |
|    | Stati Uniti (bandiera) |       | Bill McKeon      |
|    | Stati Uniti (bandiera) |       | Dan Muesenfecter |
|    | Stati Uniti (bandiera) | C     | Pat Olwig        |
|    | Stati Uniti (bandiera) | P     | Jeff Robben      |
|    | Stati Uniti (bandiera) | D     | Mike Twellman    |
|    | Stati Uniti (bandiera) | D     | Tom Unger        |
|    | Stati Uniti (bandiera) | A     | Dan Walters      |

## Risultati

### U.S. Open Cup

#### Ottavi di finale
| Ottavi di finale | Busch SC | ? – ? | Madison 56ers |  |

#### Quarti di finale
| Quarti di finale | Busch SC | 4 – 0 | Udinese |  |

#### Semifinale
| Fenton 10 giugno 1988 Semifinale | Busch SC | 2 – 0 | Dallas Mean Green | St. Louis Soccer Park |

#### Finale
| Fenton 25 giugno 1988 Finale                    | Busch SC  | 2 – 1 (d.t.s.) | Greek-American A.C. | St. Louis Soccer Park |
| \| \| \| \| \| Olwig Hayes \| Marcatori \| ? \| |           |                |                     |                       |
|                                                 |           |                |                     |                       |
| Olwig Hayes                                     | Marcatori | ?              |                     |                       |